# Anicca
Anicca (Pali, Sanskrit: अिनत्य, anitya) ist eines der drei Daseinsmerkmale (Anicca, Dukkha, Anatta) des Buddhismus und steht für das Konzept der Unbeständigkeit, Vergänglichkeit alles Seienden, eine der wesentlichen Lehren des Buddhismus. Gemäß dieser Lehre befindet sich ausnahmslos alles im Fluss der Vergänglichkeit, sogar Planeten, Sterne und Götter sind ihm unterworfen. Dieses wird im menschlichen Leben im Altern und im Zyklus von Geburt und Wiedergeburt (Samsara) und in jeder möglichen Erfahrung des Verlustes erfahren.
Weil alle Dinge unbeständig sind, ist jedes Upadana („Anhaften“) an ihnen vergeblich und führt zu Leid. Die einzige Möglichkeit, Anicca zu beenden, ist Nirvana zu erlangen. Nirvana gilt als die einzige Form der Existenz, die keine Vergänglichkeit, Verfall oder Tod kennt. Im Nirvana-Sutra wird gesagt, dass alle zusammengesetzten, konstruierten Dinge und Zustände „vorübergehend“ sind – die einzigen Ausnahmen davon sind das Nirvana und der Buddha (die Personifizierung von Nirvana).